# سرتنغ (مقاطعة دالاهو)
سرتنغ (بالفارسية: سرتنگ) هي قرية تقع في قسم بيونيج الريفي (مقاطعة دالاهو) في إيران. يقدر عدد سكانها بـ 157 نسمة بحسب إحصاء 2016.